# Carl Emil Viktor von Gonzenbach
Carl Emil Viktor von Gonzenbach (* 14. Februar 1816 in St. Gallen; † 14. oder 13. Juni 1886 ebenda) war ein Schweizer Kaufmann und Politiker.

## Leben

### Familie
Carl Emil Viktor von Gonzenbach entstammte der Kaufmannsfamilie Gonzenbach und war das jüngste von zehn Kindern des Kaufmanns und Politikers Carl August Gonzenbach und dessen Ehefrau Margaretha Elisabeth (geb. Vonwiller) (* 6. Februar 1785 in Burgdorf; † 29. März 1840 in St. Gallen). Sein Bruder war der Politiker und Historiker August von Gonzenbach.
Er war seit dem 8. Mai 1838 in Livorno in erster Ehe mit Henriette Charlotte (* 19. März 1819 in Neuenburg; † 31. März 1851 in Livorno), der Tochter von Carl Friedrich Touchon (1784–1863) aus Neuenburg verheiratet; gemeinsam hatten sie drei Kinder. In zweiter Ehe heiratete er 1852 Dorothea Anna Maria, die Tochter des Kaufmanns und Bürgerrats Caspar Wetter und dessen Ehefrau Anna Susanna, Tochter des Mediziners Alexander Aepli (1767–1832); gemeinsam hatten sie ebenfalls drei Kinder, hierzu gehörte auch die spätere Dichterin Maria Karoline (Lina) Rehmke (* 21. April 1854 in St. Gallen, † 21. Februar 1882 ebenda), verheiratet mit dem Greifswalder Hochschullehrer Johannes Rehmke.
Er verstarb an einem Hirnschlag und vermachte nach seinem Tod 10.000 Schweizer Franken an verschiedene gemeinnützige Institute und Vereine.

### Ziviler und militärischer Werdegang
Carl Emil Viktor von Gonzenbach erhielt eine Ausbildung zum Kaufmann in St. Gallen, in Italien und dem Vorderen Orient und war darauf Teilhaber am Handelshaus der Gebrüder Gonzenbach in St. Gallen; 1849 wurde Daniel Wirth (1815–1901) ebenfalls Teilhaber des Unternehmens.
Er wurde in der Schweizer Armee 1845 zum Hauptmann, 1849 zum Major und 1853 zum Oberstleutnant ernannt. Im darauffolgenden Jahr wurde er Generaladjutant des Befehlshabers der 2. Division, Oberst Auguste François Bontems (1782–1864). 1857 wurde er Kommandant der 12. Brigade der IV. Division in Frick und im selben Jahr erfolgte seine Beförderung zum Oberst. Er  wurde im Januar 1859 Kommandant der 3. Brigade der IV. Division und im April der 24. Brigade, die im Rahmen des Sardinischen Kriegs ins Tessin verlegt worden war, um Locarno, Magadino und die Gegend um den Lago Maggiore zu sichern. 1860 bestellte ihn der Bundesrat zum Inspekteur der Infanterie und er wurde Kommandant der 16. Brigade, bevor er 1863 um die Entlassung aus dem Generalstab bat; der Regierungsrat in St. Gallen nahm ihn darauf in den Kantonalstab auf.

### Politisches und gesellschaftliches Wirken
1860 wurde er in St. Gallen in das Komitee zum Beitritt in den Winkelriedverein (siehe Arnold Winkelried) berufen. Er wurde 1861 zum Mitglied des Kantonsschulrats gewählt und der Bundesrat bestellte ihn in die beratende Kommission, die zum Abschluss eines Handelsvertrags mit Belgien gebildet worden war. 1863 wurde er st. gallischer Abgeordneter bei der Konferenz über den französischen Handelsvertrag. 1863 wurde er zum Direktor der Handelsgesellschaft St. Gallen gewählt und im selben Jahr wählte ihn die Generalversammlung der Versicherungsgesellschaft Helvetia zum stellvertretenden Direktor der Feuerversicherung; 1868 wurde er als Direktionsmitglied in den Verwaltungsrat gewählt. Es erfolgte im selben Jahr seine Wahl zum Kommandanten der Feuerwehr der Stadt St. Gallen; 1866 trat er aus gesundheitlichen Gründen von diesem Amt zurück. Er wurde 1864, als Nachfolger von Bartholome Konrad Karl Bärlocher (1821–1891), zum kaufmännischen Präsidenten des Kaufmännischen Direktoriums (seit 1991 Industrie- und Handelskammer St. Gallen-Appenzell) gewählt; nach seinem Tod folgte ihm Otto Rheiner-Fehr (1832–1911) als Direktor. Der Regierungsrat St. Gallen bestellte ihn 1864 in die Kommission, die anlässlich des geplanten Handelsvertrags mit dem Deutschen Zollverein gebildet worden war. 1865 wurde er als Mitglied in die Abteilung Industrie der Kommission bestellt, die für die Weltausstellung Paris 1867 gebildet worden war und an der er auch selbst teilnahm, dazu war er Mitglied der Vorprüfungskommission für die auszustellenden Produkte sowie Schweizer Jurymitglied bei der Bewertung der Baumwollprodukte. Er initiierte 1867, als Direktor des Kaufmännischen Direktoriums, den Kauf der Besitzungen der Familie Scherer am Unteren Bühl in St. Gallen. Das Grundstück ging 1872 an die Politische Gemeinde St. Gallen, die dort einen Stadtpark schuf. An der nördlichen Seite des Stadtparks wurde 1875, mit finanzieller Hilfe durch die Politische Gemeinde St. Gallen, dem Kaufmännischen Direktorium und dem Kanton St. Gallen, das Museum am Stadtpark (im Volksmund Altes Museum) (siehe Naturmuseum St. Gallen) gebaut.
1870 war er Gründungsmitglied und Mitglied des beratenden Ausschusses des Schweizerischen Handels- und Industrievereins. Im selben Jahr erfolgte seine Wahl zum Bezirksrichter; 1872 trat er zum Kantonsgericht über. Nachdem sich 1870 in Bonn ein Ausschuss gebildet hatte, dass sich mit der Arbeiterfrage beschäftigen sollte, und hierzu die Wochenschrift Concordia, Zeitschrift für die Arbeiterfrage unter der Herausgabe von Lorenz Theodor Nagel erscheinen sollte, gehörte er seit 1871 dem Ausschuss der Bonner Konferenz an. 1872 wurde er in die Verwaltungskommission des neu gegründeten Aktienbauvereins gewählt und der Regierungsrat St. Gallen wählte ihn die kantonale Ausstellungskommission für die Weisswarenindustrie für die Weltausstellung 1873 in Wien. Er wurde 1873 Mitglied einer Kommission, die den Gesetzentwurf betreffend der Rechtsverhältnisse des Frachtverkehrs und der Spedition auf Eisenbahnen prüfen sollte. 1875 gehörte er einer Kommission an, die zum Handelsvertrag mit Italien beraten sollte. Er gehörte 1878 für die Baumwollindustrie der schweizerischen Zentralkommission an, die zur Weltausstellung Paris 1878 aus den Kantonen gebildet worden war. 1877 gehörte er einer Kommission der Stadt St. Gallen an, die den Bau eines Denkmals von General Guillaume Henri Dufour in Genf unterstützte. Er gehörte 1877 auch der 37-köpfigen Beraterkommission, die den Entwurf eines neuen Schweizer Zolltarifs unter dem Vorsitz des Chefs des eidgenössischen Zolldepartements, Bernhard Hammer, beriet und war Mitglied einer Kommission des Schweizerischen Industrie- und Handelsvereins, das sich gegen die Einführung des Fabrikgesetzes aussprach. 1878 war er Gründungsmitglied der Ostschweizerischen Geographischen Gesellschaft, die Wirtschaftsprojekte in anderen Ländern fördern und für sich selber neue Absatzmärkte erschliessen wollte. Er wurde 1879 in die Kommission bestellt, die den Gesetzentwurf für den Schutz der Fabrik- und Handelsmarken vorzubereiten hatte.
1880 gehörte er, unter anderem gemeinsam mit Ernest Pictet und Conrad Cramer-Frey, der Kommission an, das zur Beratung zum neuen Banknotengesetz gebildet worden war. Er war 1881 Angehöriger der Kommission der Gemeinnützigen Gesellschaft in St. Gallen, die sich mit der Gründung einer Webschule in Wattwil (siehe Schweizerische Textilfachschule) befasste. Im darauffolgenden Jahr war er Mitglied der kantonalen Ausstellungskommission zur ersten Schweizerischen Landesausstellung 1883 in Zürich. Er wurde während des Kongresses zur Einführung des Erfindungsschutzes (siehe Geschichte des Patentrechts#Patentschutz in der Schweiz (ab 1888)) 1883 in Zürich zum Vizepräsidenten des neu gebildeten Büros gewählt. 1884 gehörte er dem Preisgericht an, das die Pläne zum neuen Industrie- und Gewerbemuseum (siehe Textilmuseum St. Gallen) in St. Gallen prämierte und im selben Jahr war er Mitglied einer Kommission des schweizerischen Handelsdepartements, die sich mit Fragen der gewerblichen und industriellen Berufsausbildung beschäftigte.
Von 1876 war Carl Emil Viktor von Gonzenbach, bis er seine Wiederwahl 1882 ablehnte, liberalkonservativer Grossrat und von 1878 bis 1884 Nationalrat; sein Nachfolger wurde Christoph Tobler (1838–1907).

## Mitgliedschaften
Carl Emil Viktor von Gonzenbach war Gründungsmitglied der Museums-Gesellschaft in St. Gallen.
Er war Mitglied der Schweizerischen Gemeinnützigen Gesellschaft.